# Mochlus mocquardi
Espèce
Synonymes
- Lygosoma mocquardi Chabanaud, 1917
- Riopa mocquardi (Chabanaud, 1917)

Statut de conservation UICN

 LC  : Préoccupation mineure
Mochlus mocquardi est une espèce de sauriens de la famille des Scincidae.

## Répartition
Cette espèce se rencontre au Tchad et au Soudan.

## Étymologie
Cette espèce est nommée en l'honneur de François Mocquard.

## Publication originale
- Chabanaud, 1917 : Révision de quelques Reptiles d'Afrique et description de trois espèces nouvelles. Bulletin du Muséum national d'histoire naturelle, vol. 23, p. 442-454 (texte intégral).